# NHL 1946/47
Die NHL-Saison 1946/47 war die 30. Spielzeit in der National Hockey League. Sechs Teams spielten jeweils 60 Spiele. Den Stanley Cup gewannen die Toronto Maple Leafs nach einem 4:2-Erfolg in der Finalserie gegen die Montréal Canadiens.
In dieser Saison wurden zwei Rekorde aufgestellt, die zwar eingestellt, jedoch bis heute nicht übertroffen wurden. Billy Taylor brachte es bei einem 10:6-Sieg seiner Wings gegen Chicago auf sieben Assists. Howie Meeker erzielte in seiner Rookiesaison fünf Tore ebenfalls in einem Spiel gegen Chicago, das Toronto mit 10:4 gewann. Er setzte sich damit auch gegen Gordie Howe im Kampf um die Calder Trophy durch.

## Reguläre Saison

### Abschlusstabelle
Abkürzungen: W = Siege, L = Niederlagen, T = Unentschieden, GF= Erzielte Tore, GA = Gegentore, Pts = Punkte
|                     | W  | L  | T  | GF  | GA  | Pts |
| ------------------- | -- | -- | -- | --- | --- | --- |
| Montréal Canadiens  | 34 | 16 | 10 | 189 | 138 | 78  |
| Toronto Maple Leafs | 31 | 19 | 10 | 209 | 172 | 72  |
| Boston Bruins       | 26 | 23 | 11 | 190 | 175 | 63  |
| Detroit Red Wings   | 22 | 27 | 11 | 190 | 193 | 55  |
| New York Rangers    | 22 | 32 | 6  | 167 | 186 | 50  |
| Chicago Blackhawks  | 19 | 37 | 4  | 193 | 274 | 42  |

### Beste Scorer
Abkürzungen: GP = Spiele, G = Tore, A = Assists, Pts = Punkte
| Spieler          | Team     | GP | G  | A  | Pts |
| ---------------- | -------- | -- | -- | -- | --- |
| Max Bentley      | Chicago  | 60 | 29 | 43 | 72  |
| Maurice Richard  | Montreal | 60 | 45 | 26 | 71  |
| Billy Taylor     | Detroit  | 60 | 17 | 46 | 63  |
| Milt Schmidt     | Boston   | 59 | 27 | 35 | 62  |
| Theodore Kennedy | Toronto  | 60 | 28 | 32 | 60  |
| Doug Bentley     | Chicago  | 52 | 21 | 34 | 55  |
| Bobby Bauer      | Boston   | 58 | 30 | 24 | 54  |
| Roy Conacher     | Detroit  | 60 | 30 | 24 | 54  |
| Bill Mosienko    | Chicago  | 59 | 25 | 27 | 52  |
| Woody Dumart     | Boston   | 60 | 24 | 28 | 52  |

## Stanley-Cup-Playoffs
|  | Halbfinale | Halbfinale            | Halbfinale |  |  | Stanley-Cup-Finale | Stanley-Cup-Finale    | Stanley-Cup-Finale |
|  |            |                       |            |  |  |                    |                       |                    |
|  |            |                       |            |  |  |                    |                       |                    |
|  | 1          | Canadiens de Montréal | 4          |  |  |                    |                       |                    |
|  | 3          | Boston Bruins         | 1          |  |  |                    |                       |                    |
|  |            |                       |            |  |  | 1                  | Canadiens de Montréal | 2                  |
|  |            |                       |            |  |  | 2                  | Toronto Maple Leafs   | 4                  |
|  | 2          | Toronto Maple Leafs   | 4          |  |  |                    |                       |                    |
|  | 4          | Detroit Red Wings     | 1          |  |  |                    |                       |                    |
|  |            |                       |            |  |  |                    |                       |                    |

## NHL-Auszeichnungen
| Calder Memorial Trophy:    | Howie Meeker, Toronto Maple Leafs   |
| Hart Memorial Trophy:      | Maurice Richard, Montréal Canadiens |
| Lady Byng Memorial Trophy: | Bobby Bauer, Boston Bruins          |
| Vezina Trophy:             | Bill Durnan, Montréal Canadiens     |